# 10 février aux Jeux olympiques d'hiver de 2018
Pour un article plus général, voir Jeux olympiques d'hiver de 2018.
Le samedi 10 février aux Jeux olympiques d'hiver de 2018 est le troisième jour de compétition et le premier jour avec des médailles décernées. 

## Programme
| Heure UTC+9 (Pyeongchang)                     |               |
| bleu                                          | Cérémonie     |
| neutre                                        | Épreuve       |
| or                                            | Finale        |
| orange                                        | Petite finale |
| rose                                          | Reporté       |
| gris                                          | Annulé        |
| Compétition masculine                         | Hommes        |
| Compétition féminine                          | Femmes        |
| Compétition mixte (hommes et femmes mélangés) | Mixte         |
| Compétition en couple (1 homme et 1 femme)    | Couple        |
| modifier                                      |               |

| Horaire | Discipline Spécialité | Discipline Spécialité                                    | Discipline Spécialité                      | Phase                                | Résultats                                                   | Références |
| ------- | --------------------- | -------------------------------------------------------- | ------------------------------------------ | ------------------------------------ | ----------------------------------------------------------- | ---------- |
| 09 h 05 |                       | Curling Double mixte                                     | Compétition en couple (1 homme et 1 femme) | Premier tour 5e session              | 6-4                                                         | [ 2 ]      |
| 09 h 05 |                       | Curling Double mixte                                     | Compétition en couple (1 homme et 1 femme) | Premier tour 5e session              | 7-6                                                         | -          |
| 09 h 05 |                       | Curling Double mixte                                     | Compétition en couple (1 homme et 1 femme) | Premier tour 5e session              | 7-2                                                         | -          |
| 09 h 05 |                       | Curling Double mixte                                     | Compétition en couple (1 homme et 1 femme) | Premier tour 5e session              | 5-6                                                         | [ 3 ]      |
| 10 h 00 |                       | Snowboard Slopestyle                                     | Compétition hommes                         | Qualifications                       | -                                                           | -          |
| 16 h 15 |                       | Ski de fond Skiathlon (15 km)                            | Compétition femmes                         | Finale                               | Charlotte Kalla · Marit Bjørgen · Krista Pärmäkoski         | -          |
| 16 h 40 |                       | Hockey sur glace Tournoi féminin                         | Compétition femmes                         | Tour préliminaire Groupe B - Match 1 | 1-2                                                         | -          |
| 19 h 00 |                       | Patinage de vitesse sur piste courte 1 500 mètres        | Compétition hommes                         | Finale                               | Lim Hyo-jun · Sjinkie Knegt · Semen Elistratov              | -          |
| 19 h 00 |                       | Patinage de vitesse sur piste courte 500 mètres          | Compétition femmes                         | Qualification                        | -                                                           | -          |
| 19 h 00 |                       | Patinage de vitesse sur piste courte Relais 3 000 mètres | Compétition femmes                         | Qualification                        | -                                                           | -          |
| 19 h 10 |                       | Luge Simple                                              | Compétition hommes                         | Manches 1 et 2                       | -                                                           | -          |
| 20 h 00 |                       | Patinage de vitesse 3 000 mètres                         | Compétition femmes                         | Finale                               | Carlijn Achtereekte · Ireen Wust · Antoinette de Jong       | -          |
| 20 h 05 |                       | Curling Double mixte                                     | Compétition en couple (1 homme et 1 femme) | Premier tour 6e session              | 2-8                                                         | [ 3 ]      |
| 20 h 05 |                       | Curling Double mixte                                     | Compétition en couple (1 homme et 1 femme) | Premier tour 6e session              | 6-4                                                         | -          |
| 20 h 05 |                       | Curling Double mixte                                     | Compétition en couple (1 homme et 1 femme) | Premier tour 6e session              | 3-10                                                        | -          |
| 20 h 05 |                       | Curling Double mixte                                     | Compétition en couple (1 homme et 1 femme) | Premier tour 6e session              | 5-10                                                        | -          |
| 20 h 15 |                       | Biathlon Sprint (7,5 km)                                 | Compétition femmes                         | Finale                               | Laura Dahlmeier · Marte Olsbu · Veronika Vítková            | -          |
| 21 h 10 |                       | Hockey sur glace Tournoi féminin                         | Compétition femmes                         | Tour préliminaire Groupe B - Match 2 | 8-0                                                         | -          |
| 21 h 35 |                       | Saut à ski Tremplin normal                               | Compétition hommes                         | Finale                               | Andreas Wellinger · Johann André Forfang · Robert Johansson | -          |

## Tableau des médailles provisoire
- Pays organisateur (Corée du Sud)

Le tableau ci-après détaille les médailles attribuées le 10 février, 1er jour où des finales sont disputées.
| Rang  | Nation       | Or                                                              | Argent | Bronze                              | Total |
| ----- | ------------ | --------------------------------------------------------------- | --- | ----------------------------------- | ----- |
| 1     | Allemagne    | Médaille d'or, Jeux olympiques · Médaille d'or, Jeux olympiques | |                                     | 2     |
| 2     | Pays-Bas     | Médaille d'or, Jeux olympiques                                  | Médaille d'argent, Jeux olympiques                                                                           | Médaille de bronze, Jeux olympiques | 4     |
| 3     | Suède        | Médaille d'or, Jeux olympiques                                  | |                                     | 1     |
| 3     | Corée du Sud | Médaille d'or, Jeux olympiques                                  | |                                     | 1     |
| 5     | Norvège      |                                                                 | Médaille d'argent, Jeux olympiques · Médaille d'argent, Jeux olympiques · Médaille d'argent, Jeux olympiques | Médaille de bronze, Jeux olympiques | 4     |
| 6     | Finlande     |                                                                 | | Médaille de bronze, Jeux olympiques | 1     |
| 6     | Russie (OAR) |                                                                 | | Médaille de bronze, Jeux olympiques | 1     |
| 6     | Tchéquie     |                                                                 | | Médaille de bronze, Jeux olympiques | 1     |
| Total | Total        | 5                                                               | 5 | 5                                   | 15    |